# Ryquell Armstead
Ryquell Armstead (Bridgeton, 30 ottobre 1996) è un giocatore di football americano statunitense che milita nel ruolo di running back per i DC Defenders della X Football League (XFL).

## Carriera

### Jacksonville Jaguars
Armstead fu scelto nel corso del quinto giro (140º assoluto) del Draft NFL 2019 dai Jacksonville Jaguars. Debuttò come professionista subentrando nella gara del primo turno contro i Kansas City Chiefs correndo una volta per 7 yard. La sua stagione da rookie si concluse con 108 yard corse in 35 portate disputando tutte le 16 partite, di cui una come titolare.